# Artemisia subsericea
Artemisia subsericea là một loài thực vật có hoa trong họ Cúc. Loài này được Rouy mô tả khoa học đầu tiên năm 1903.